# Orthopyxis hartlaubi
Orthopyxis hartlaubi är en nässeldjursart som beskrevs av El Beshbeeshy 1991. Orthopyxis hartlaubi ingår i släktet Orthopyxis och familjen Campanulariidae. Inga underarter finns listade i Catalogue of Life.